# Icém
Icém is een gemeente in de Braziliaanse deelstaat São Paulo. De gemeente telt 6.524 inwoners (schatting 2009).